# Neoplanorbulinella
Caribeanella es un género de foraminífero bentónico de la subfamilia Planorbulininae, de la familia Planorbulinidae, de la superfamilia Planorbulinoidea, del suborden Rotaliina y del orden Rotaliida. Su especie tipo es Neoplanorbulinella saipanensis. Su rango cronoestratigráfico abarca el Mioceno inferior.

## Clasificación
Caribeanella incluye a la siguiente especie:
- Neoplanorbulinella saipanensis